# Giovanni da Barbiano
Giovanni da Barbiano, né dans le hameau de Barbiano de Cotignola à une date inconnue et mort le 27 septembre 1399 à Bologne, est un condottiere et aventurier italien peu scrupuleux, contrairement à son grand frère Alberico.

## Biographie
- prédécesseur : Alidosio da Barbiano
- successeur : Lodovico da Barbiano
- fils : Conselice da Barbiano

Comme son frère Alberico, il fut entraîné dès son plus jeune âge à l’art militaire, se mettant dans un premier temps sous la protection du mercenaire anglais Giovanni Acuto (Jean Haccoude en français) et plus tard, au service de son frère dans la Compagnia di San Giorgio.

### Iersiège de Barbiano
En 1385, vainquit les armées de Bologne et s’empara de Barbiano (hameau de Cotignola), chassant le capitaine Giacomo Boccadiferro. Il restitua Zagonara (hameau de Lugo (Italie)) aux Este, puis s’allia avec Azzo da Castello, Ceccolo Broglia, Brandolino III Brandolini, Conte da Carrara, Boldrino da Panicale dévastant les Marches, s’emparant des hommes et du bétail.

### Au service des Este
Après avoir servi plusieurs seigneuries, il fut engagé par le marquis de Ferrare dans la bataille de Portomaggiore en 1395 et là, il promit à Simone di San Giorgio de lui amener le cadavre de Azzo IX d'Este en échange d’une récompense de trente mille ducats et les châteaux de Lugo et de Conselice. Mais, ne pouvant capturer Azzo et avide d’argent, il recourut à un diabolique stratagème : avec l’aide de son fils Conselice, ils s’emparèrent d’un serviteur allemand du nom de Cervo et sosie de Azzo, lui firent endosser un habit d’Este, l’assassinèrent et portèrent son cadavre aux légats de Ferrare qui, après avoir payé la dette à Giovanni, présentèrent à leur tour la victime au marquis de Ferrare. Azzo, après avoir pris connaissance de cette mystification, assaillit durement les gens de Ferrare.

### IIesiège de Barbiano
Toujours 1395, le bourg de Barbiano fut assiégé par Astorre Manfredi et les gens d’Este, lesquels encerclèrent Lugo et autres châteaux de la famille da Barbiano. Gian Galeazzo Visconti s’interposa en sa faveur en menaçant d’envoyer Alberico da Barbiano pour sa défense, réussissant ainsi une tragédie pour les deux parties.

### A la solde des Visconti
Dans les années qui suivirent, Giovanni da Barbiano fut à la solde des Visconti, avec lesquels il prit part à la guerre entre le duc de Milan et ses alliés florentins ; dans la bataille de Governolo (1397) il eut le commandement du troisième groupe, et, avec Pandolfo Malatesta, réussit à rééquilibrer l’issue du combat, temporairement conditionné par l’intervention de Ugolotto Biancardo.

### Dernières années
Tragédie, violence, fourberie et toutes sortes de malversations marquèrent son passage dans les campagnes et les villes, jusqu’en 1399 où il fut fait prisonnier à Spilamberto (près de Vignola) par les seigneurs de Ferrare et de Bologne.

Il fut décapité en place de Bologne le 27 septembre 1399, ainsi que son fils, son neveu, le comte Lippazzo, et un autre parent, le comte Bunterato.

Il est enseveli dans la cathédrale de Bologne avec son fils Conselice et autres parents.

## Sources
- (it) Cet article est partiellement ou en totalité issu de l’article de Wikipédia en italien intitulé « Giovanni da Barbiano » (voir la liste des auteurs) le 09/10/2012.